# Crustacés et Coquillages
Crustacés et Coquillages (tj. Korýši a mušle) je francouzský hraný film z roku 2005, který režírovali Olivier Ducastel a Jacques Martineau podle vlastního scénáře. Film popisuje trampoty pařížské rodiny na letní dovolené v jižní Francii. Název filmu je inspirován písní „Coquillages et Crustacés“, kterou nazpívala Brigitte Bardotová. Snímek byl v ČR promítán na filmovém festivalu Febiofest v roce 2011 pod názvem Přímořské potvůrky.

## Děj
Manželé Marc a Béatrix se svými dětmi Charly a Laurou přijíždějí z Paříže do svého letního domu v Ensuès-la-Redonne nedaleko Marseille, kde Marc trávil dětství. Laura po několika dnech odjíždí s přítelem do Portugalska a za Charlym přijede jeho kamarád Martin. Béatrix šokuje Marca svou dedukcí, že jejich syn je gay a Martin je jeho přítel. Charly to neřeší a Martin, který je opravdu gay, se to snaží Marcovi bez úspěchu vysvětlit. Za Béatrix přijíždí z Paříže její milenec Mathieu, kterého musí skrývat. Charlu se jde jednoho večer i přes Martinovo varování projít na pobřeží, které ale slouží jako místo setkávání místních homosexuálů. Nechtěně se zde seznámí s instalatérem Didierem. Když Didier zjistí, že Charly je Marcův syn, zaveze ho domů. V domě je problém s dostatkem teplé vody a proto Charly zavolá Didierovi, aby přijel spravit kotel. Přitom se setká s Marcem, kterého už mnoho let neviděl, co se jako milenci rozešli. Stráví spolu noc a stejně tak Béatrix stráví noc s Mathieum, který na ni tlačí, aby se s Marcem rozešla. Ráno se potkají a řeknou si pravdu. Charlymu se konečně podaří rodičům říct, že není gay a následně zjistí, že jeho otec jím je. Následujícího léta přijedou do domu opět všichni – Béatrix s Mathieum, Marc s Didierem, Laura, Charlu a Martin se svým přítelem.

## Obsazení
| Gilbert Melki             | Marc, manžel        |
| Valeria Bruni Tedeschiová | Béatrix, manželka   |
| Romain Torres             | Charly, jejich syn  |
| Sabrina Seyvecou          | Laura, jejich dcera |
| Édouard Collin            | Martin              |
| Jacques Bonnaffé          | Mathieu             |
| Jean-Marc Barr            | Didier              |
| Yannick Baudin            | Michaël, motorkář   |
| Marion Roux               | hráčka biliardu     |